# Dragomir Milošević
Dragomir Milošević és un antic oficial de l'Exèrcit Popular Iugoslau (JNA), posteriorment comandant del cos Sarajevo-Romanija (SRK) de l'Exèrcit de la República Sèrbia (VRS) que va assetjar Sarajevo al llarg de tres anys durant la Guerra de Bòsnia. Va succeir Stanislav Galić com a comandant del SRK el 10 d'agost de 1994, ostentant en aquesta posició fins al final de la guerra.
Acusat de crims contra la humanitat pel Tribunal Penal Internacional per a l'antiga Iugoslàvia, va ser detingut el 3 de desembre de 2004. Va ser condemant a 33 anys de presó el 2007, tot i que el 2009 se li va reduir la condemna a 29 anys.